# Carex angustata
Espèce
Classification phylogénétique
Carex angustata est une espèce de plantes du genre Carex et de la famille des Cyperaceae.